# کم‌خونی همولیتیک

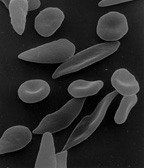
اختلال کم‌خونی داسی‌شکل که می‌تواند منجر به کم‌خونی همولیتیک شود.

کم خونی همولیتیک (Hemolytic anemia) نوعی کم‌خونی ناشی از همولیز (تخریب گلبول قرمز) است. همولیز می‌تواند داخل عروقی یا خارج عروقی (مانند طحال) باشد. بیماری می‌تواند ارثی یا اکتسابی و خفیف تا کشنده باشد.

## علل
علل آن می‌تواند اختلالات گلبولهای قرمز (مانند اسفروسیتوز، الیپتوسیتوز، فاویسم، کم‌خونی داسی‌شکل و تالاسمی) یا علل خارجی مانند مسمومیت با سرب، نشانگان آگلوتینین سرد، نشانگان همولیتیک اورمیک، کم‌خونی همولیتیک خود ایمنی و رژه یا پیاده‌روی طولانی باشد.
در این نوع آنمی به دلیل همولیز ما معمولاً افزایش بیلی روبین خون، زردی و افزایش خونسازی در مغز استخوان را داریم. در طولانی مدت ممکن است سنگ کیسه صفرا و هایپرتانسیون ریوی نیز مشاهده شود.